# منتخب روسيا لسباعيات الرغبي
منتخب روسيا لسباعيات الرغبي (بالروسية: Сборная России по регби-7)‏ هو ممثل روسيا الرسمي في المنافسات الدولية في سباعيات الرغبي .

## وصلات خارجية
- الموقع الرسمي